# جيمس بيدفورد
جيمس بيدفورد (بالإنجليزية: James Bedford)‏ هو كاتب وعالم نفس أمريكي، ولد في 20 أبريل 1893، وتوفي في 12 يناير 1967 في غلينديل في الولايات المتحدة بسبب سرطان. وقد تم حفظ جسده عن طريق عملية التبريد على أمل أن يتم إحيائه مستقبلا.